# Chelodina
Genre
Synonymes
- Hydraspis Bell, 1828
- Macrochelodina Wells & Wellington, 1985
- Hesperochelodina Wells & Wellington, 1985
- Macrodiremys McCord & Joseph-Ouni, 2007

Chelodina est un genre de tortue de la famille des Chelidae.

## Répartition
Les 17 espèces de ce genre se rencontrent en Australie, en Nouvelle-Guinée et dans les Petites îles de la Sonde.

## Liste des espèces
Selon The Reptile Database (30 juillet 2022) :
- Chelodina burrungandjii Thomson et al., 2000
- Chelodina canni McCord & Thomson, 2002
- Chelodina expansa J.E. Gray, 1857
- Chelodina gunaleni McCord & Joseph-Ouni, 2007
- Chelodina ipudinapi Joseph-Ouni & McCord, 2022[3]
- Chelodina kuchlingi Cann, 1997
- Chelodina kurrichalpongo (Joseph-Ouni et al., 2019)[4]
- Chelodina longicollis (Shaw, 1794) — Tortue à long cou
- Chelodina mccordi Rhodin, 1994
- Chelodina novaeguineae Boulenger, 1888
- Chelodina oblonga J.E. Gray, 1841
- Chelodina parkeri Rhodin & Mittermeier, 1976
- Chelodina pritchardi Rhodin, 1994
- Chelodina reimanni Philippen & Grossmann, 1990
- Chelodina rugosa Ogilby, 1889
- Chelodina steindachneri Siebenrock, 1914
- Chelodina walloyarrina McCord & Joseph-Ouni, 2007

## Publications originales
- Bell, 1828 : On Hydraspis, a new genus of freshwater tortoises, of the family Emydidae. Zoological Journal, vol. 3, p. 511–513 (texte intégral)
- Fitzinger, 1826 : Neue Classification der Reptilien nach ihren natürlichen Verwandtschaften nebst einer Verwandschafts-Tafel und einem Verzeichnisse der Reptilien-Sammlung des K. K. Zoologischen Museums zu Wien, J. G. Heubner, Wien, p. 1-66 (texte intégral).
- McCord & Joseph-Ouni, 2007 : A new genus of Australian longneck turtle (Testudines: Chelidae) and a new species of Macrochelodina from the Kimberley region of Western Australia (Australia). Reptilia, vol. 31, p. 56–64 (texte intégral).
- Wells & Wellington, 1985 : A classification of the Amphibia and Reptilia of Australia. Australian Journal of Herpetology, Supplemental Series, vol. 1, p. 1-61 (texte intégral).